# Chlorissa sirene
Chlorissa sirene är en fjärilsart som beskrevs av De Villers 1789. Chlorissa sirene ingår i släktet Chlorissa och familjen mätare. Inga underarter finns listade i Catalogue of Life.